# شلومو ستيرنبيرغ
شلومو ستيرنبيرغ (بالإنجليزية: Shlomo Sternberg)‏ هو رياضياتي أمريكي، ولد في 1936.